# Lars Anders Chierlin
Lars Anders Chierlin, född 21 augusti 1739 i Mjölby, död 20 maj 1821, var en svensk militär och författare. Han var bror till Samuel Johan Chierlin och Hans Jacob Chierlin.

## Biografi
Lars Anders Chierlin var son till uppbördskommissarien och bokhållaren Anders Chierlin och hans hustru Katarina Eliæren. Han var först elev vid Linköpings gymnasium och blev senare student vid Uppsala universitet. Han studerade navigation och sjöartilleri för navigationsläraren K. FF. von Hausswolff. Efter några sjöresor med handelsfartyg blev han 1762 extra arklimästare och samma år extra konstapel med artilleriuppbörd på jakten Karpen. Chierlin blev högbåtsman samma år och 1763 sergeant vid marinkåren. 1765 begärde han avsked och fick då fänriks titel. 1768 återinträdde Chierlin som överstyrman vid galärflottan och måste då återlämna sin fänriksfullmakt som annullerades 1768. Kort därpå lämnade Chierlin åter flottan och blev stadsmatematikus och lärare i navigation vid styrmansskolan i Stockholm, där han ännu stod kvar 1801. Från 1772 titulerades han även navigationslöjtnant.
Chierlin utgav 1777 en mycket uppskattad lärobok i navigation, kallad Sjömäns dagliga assistent. 1771 utgav Chierlin anonymt en stridsskrift, Den ofrälse soldaten eller en gammal underofficerares svar till sin brorson om soldatlefnaden, af Carl Erik Saktmodig. Skriften formuleras som en gammal underofficers brev till en ung släkting som önskar söka sig till militären, där den äldre underofficeren avråder släktingen från att söka sig i svensk militärtjänst, beskrivande hur en underofficer efter 30 års trogen tjänst inte kan se minsta chans till befordran, samtidigt som han kan misshandlas och straffkommenderas av unga fänrikar som aldrig tjänstgjort vid militären en dag utan enbart nått sin position i makt av sitt adelskap. Underofficeren råder istället sin släkting att träda i utländsk tjänst eller helst slå tankarna på en militär karriär ur hågen.
Skriften väckte stor uppmärksamhet och ledde till att 1771 års riksdag väckte åtal mot författaren, varvid Chierlins identitet avslöjades. Under åtalet ålades Chierlin att framlägga bevis för sina påståenden, av vilka en del publicerades som stridsskrift under titeln En afliden Ofrälse-Soldats Testamente såsom Juhleklapp, från Sven af Adam år 1771. Svea Hovrätts dom föll 23 maj 1772, och där frikändes Chierlin från allt ansvar. Domen överklagades dock till hovrätten. Då Gustav III:s statskupp kom emellan förväntades att ärendet skulle rinna ut i sanden. 28 januari 1773 avkunnades dock en fällande dom mot Chierlin, och det bestämdes att han skrift skulle indras och förstöras. Vid det laget hade den dock redan hunnit gå ut i två upplagor och de flesta exemplar blev omöjliga att spåra rätt på. Något personligt straff mot Chierlin innefattade inte heller domen. 
Uppståndelsen kring Chierlin föranledde 14 juli 1772 ett betänkande från sekreta utskottet 14 juli 1772, med innehåll:
- Ingen skulle få befordras till officer eller få räkna tjänstgörighetsår före 18 års ålder
- Ingen under 15 års ålder skulle få bli underofficer
- Befordran till officers- och underofficerssysslor skulle ske efter tjänsteår och den sökande skulle ha gjort verklig tjänst vid krigsmakten och inte fått tillgodoräkna sig tjänstgöringsår för en befattning man haft någon anställd att sköta.
- Skickligheten skulle utrönas genom en examen, avlagd för regementschefen och fyra officerare, varvid protokoll skulle föras och underskrivas av de vid examen närvarande. Utfärdat betyg skulle kunna överklagas.

Förslaget stannade dock på skrivbordet och ledde inte till några förändringar; ännu under lång tid framöver skulle adelsmäns söner komma att utnämnas till officerare i vaggan.

### Familj
Chierlin gifte sig första gången med Christina Elisabet Bernström. De fick tillsammans dottern Christina Elisabet Chierlin (1775–1847) som var gift med tullförvaltaren Carl Magnus Rotkirch i Åbo.